# La buena vida (film, 2008)
Pour le groupe espagnol, voir La Buena Vida.
Pour plus de détails, voir Fiche technique et Distribution.
La buena vida est un film chilien réalisé par Andrés Wood et sorti en 2010.

## Fiche technique
- Titre : La buena vida
- Réalisation : Andrés Wood
- Scénario : Andrés Wood, Rodrigo Bazaes et Mamoun Hassan
- Photographie : Miguel Littin
- Costumes : Carolina Espina
- Son : Miguel Hormazábal
- Montage : Andrea Chignoli
- Musique : Miguel Miranda et José Miguel Tobar
- Production : BD Cine - Mamoun Hassan Productions - Tornasol Films - Wood Producciones
- Pays de production :  Chili
- Durée : 98 minutes
- Date de sortie : France - 17 mars 2010

## Distribution
- Aline Küppenheim : Teresa
- Roberto Farías : Edmundo
- Eduardo Paxeco : Mario
- Paula Sotelo : Patricia
- Alfredo Castro : Jorge
- Manuela Martelli : Paula

## Distinctions

### Récompenses
- Prix Goya du meilleur film ibéroaméricain 2009[1]

### Sélections
- Journées cinématographiques de Carthage[1]
- Festival La Rochelle Cinéma 2013[2]
- Festival Travelling de Rennes 2023[3]